# Les Plans (Hérault)
Les Plans è un comune francese di 297 abitanti situato nel dipartimento dell'Hérault nella regione dell'Occitania.

## Società

### Evoluzione demografica
Abitanti censiti